# Muaratawi
Muaratawi is een bestuurslaag in het regentschap Lahat van de provincie Zuid-Sumatra, Indonesië. Muaratawi telt 427 inwoners (volkstelling 2010).